# Philippe de Vitry
Philippe de Vitry (Vitry-en-Artois ?, 31 de outubro de 1291 — Meaux, 9 de junho de 1361), bispo de Meux, foi um compositor, matemático, diplomata, militar, musicólogo, filósofo e poeta francês. Foi um pioneiro da Ars nova e uma das figuras de proa da música européia da Idade Média.
Pouco se sabe sobre sua vida em detalhe. É possível que tenha estudado música na Escola de Notre-Dame. Tornou-se um distinguido conselheiro e secretário da corte francesa, servindo a três reis, Carlos IV, Filipe VI e João II. Possivelmente devido a estas ligações ele foi indicado cônego em várias dioceses, incluindo as de Clermont, Beauvais e Paris. Também trabalhou para os papas de Avinhão. Além disso foi diplomata e militar, e participou do cerco de Aiguillon em 1346. Em 1351 foi feito bispo de Meux.
Foi muito louvado em vida como um dos maiores músicos e teóricos da época, sendo um assíduo correspondente de Petrarca, que disse ele ser o melhor poeta da França, e amigo de Nicole Oresme, célebre matemático e musicólogo. Escreveu o tratado Ars nova musicae (c. 1320), que deu o nome ao estilo musical do século XIV, em parte uma glosa do tratado Plana musica de Johannes de Garlândia, abordando os intervalos, gêneros, proporções, monocórdio, solmização, musica ficta e a notação mensural mais moderna de sua época, defendendo a adoção livre do ritmo binário, codificando os modos rítmicos e estabelecendo a mínima como unidade de medida básica. Descreveu a isorritmia e a aplicou ao moteto, consolidando a forma do moteto isorrítmico, da qual foi um dos pioneiros e um dos mais insignes praticantes. A maioria das fontes posteriores referem Vitry como o inventor do sistema Ars nova, e ele foi possivelmente o seu mais ativo defensor.
Foi conhecido como um compositor prolífico, mas poucas obras suas sobreviveram, apenas um punhado de motetos sobre seus próprios poemas, que se encontram no Roman de Fauvel e no Codex de Ivrea. Apesar desse escasso testemunho, é o bastante para apontá-lo como um compositor altamente dotado e original, e um poeta igualmente qualificado.
- Gratissima Virginis (versão instrumental midi)

- Vos qui admiramini (versão instrumental midi)